# HLM Pussy
Pour plus de détails, voir Fiche technique et Distribution.
HLM Pussy est un film dramatique français écrit et réalisé par Nora El Hourch, sorti en 2023. Ce film à petit budget, produit par Manny Films, est le premier long-métrage de la réalisatrice.

## Synopsis
Trois adolescentes, Amina, Djeneba et Zineb, postent sur les médias sociaux une vidéo dénonçant l'agression sexuelle de l’une d’entre elles dans une cité. Leur amitié résistera-t-elle aux pressions,, ?

## Fiche technique
Sauf indication contraire, les informations mentionnées dans cette section peuvent être confirmées par la base de données cinématographiques IMDb,  présente dans la section « Liens externes ».
- Titre original et francophone : HLM Pussy
- Titre anglais international : Sisterhood
- Réalisation : Nora El Hourch
- Scénario : Nora El Hourch et Éléonore Gurrey
- Musique : Clément Tery
- Photographie : Maxence Lemonnier
- Effets visuels : Jeremy Thomas
- Montage : Quentin Jourde d'Arzac
- Son : Rémi Chanaud
- Décors : Louise Bachir
- Costumes : Maud Dupuy
- Production : Philippe Gompel
  - Coproduction : Lamia Chraibi
  - Production associée : Christine Gicquel
  - Production exécutive : Mathieu Tonetti
- Sociétés de production : Manny Films, en coproduction avec La Prod et Moon A Deal Films, avec la participation de Amazon Prime Video, Bourgogne Franche-Comté, CNC Avance sur Recettes après Réalisation, Impact, Red Sea Fund, Europe Creative Media et Cineventure 8
- Société de distribution : Paname Distribution
- Budget : 1,2 million d'euros
- Pays de production :  France et  Maroc
- Langues originales : français
- Format : couleur —
- Genre : drame
- Durée : 101 minutes
- Dates de sortie :
  - Canada : 10 septembre 2023 (Festival de Toronto)
  - Belgique : 2 octobre 2023 (Festival de Namur)
  - États-Unis : 17 octobre 2023 (Festival de Chicago) ; 11 avril 2024 (Festival de Miami)
  - France : 6 mars 2024
- Classification :
  - France : tous publics[4]

## Distribution
Sauf indication contraire, les informations mentionnées dans cette section peuvent être confirmées par la base de données cinématographiques IMDb,  présente dans la section « Liens externes ».
- Leah Aubert : Amina
- Médina Diarra : Djeneba
- Salma Takaline : Zineb
- Oscar Al Hafiane : Zakaria
- Bérénice Bejo : Chantal
- Mounir Margoum : Ahmed
- Rachid Moura : Karim
- Sylvain Baumann : Louis
- Amélia Lacquemant : Anne
- Adam Hafsia : Farid
- Hind Faiz : Sarah
- Paulin Gautier : Clément
- Steve Achiepo : l'oncle Djeneba
- Zohra Bouabid : Myriam
- Éric de Montalier : le professeur d'Evral
- Jean Boissery : le directeur de Saint-Lapis
- Iliès Kadri : un garçon
- Marvin Dubart : un garçon
- Christopher Brou : Jérôme
- Ziyad Abouaissa : Soufiane
- Bertille Lucarain : la copine de Clément
- Morgan Difelice : la femme battue
- Valérie Faure-Miller : la policière
- Loïc Fontaine : le policier

## Production

### Genèse et développement
Le titre est inspiré par la saillie de Donald Trump en 2005 : « grab them by the pussy (en) ».
La réalisatrice, victime d'un viol à 20 ans, a, pour expurger ce traumatisme, réalisé en 2014 le court-métrage Quelques secondes abordant les thèmes de la sororité et des violences faites aux femmes.
Dans ce long-métrage, elle souhaite aborder le sujet des tensions culturelles en revenant sur le terrain toujours d'actualité des violences sexistes et sexuelles et de la problématique du consentement.

### Lieux de tournage
Le film est tourné à Sens, dans la région Bourgogne-Franche-Comté qui a participé à son financement, et, en particulier, aux lycées et quartiers environnants de cette ville.

## Accueil

### Accueil critique
- Les Inrockuptibles estiment que « Nora El Hourch signe un premier film imparfait sur un sujet essentiel »[7].
- Le film a été salué par une standing ovation lors de la première allemande à Heidelberg. Dans Kino-Zeit, Niklas Michels écrit que « les trois actrices (…) portent avec assurance le poids de toute une génération sur leurs épaules ». « La seule issue aux réalités oppressantes de la vie des jeunes femmes est leur amitié » ; mais qui de fiable pour les écouter[8]?
- Pour l'Humanité, « Nora El Hourch, pose subtilement la question du consentement à travers les troubles dissociatifs du personnage »[9].
- Cineuropa écrit : « Nora El Hourch réussit un film à la fois très direct et subtil sur une grande amitié déstabilisée par les paradoxes de la lutte contre les violences sexuelles et les différences sociales »[10].
- Pour Télérama, le film « a le mérite de questionner le mouvement #MeToo en banlieue »[11].

### Box-office
| Pays ou région | Box-office | Date d'arrêt du box-office | Nombre de semaines |
| -------------- | ---------- | -------------------------- | ------------------ |
| France         |            | 6 mars 2024                |                    |
| Total mondial  |            | -                          | -                  |

## Distinctions

### Sélections
- Festival international du film de Toronto 2023[4]
- Festival international du film d'éducation 2023[12]